# Dobrava ob Krki
Dobrava ob Krki je naselje v Občini Krško.